# 硬式
| ウィキペディアには「硬式」という見出しの百科事典記事はありません（タイトルに「硬式」を含むページの一覧/「硬式」で始まるページの一覧）。 代わりにウィクショナリーのページ「硬式」が役に立つかもしれません。 |